# Małgorzata Krajnik
Małgorzata Elżbieta Krajnik – polski lekarz i naukowiec, profesor doktor habilitowany nauk medycznych, nauczyciel akademicki Uniwersytetu Mikołaja Kopernika w Toruniu, prezes Polskiego Towarzystwa Opieki Duchowej w Medycynie, przewodnicząca Polskiej Grupy Roboczej ds. Problemów Etycznych Końca Życia, kierownik Katedry i Zakładu Opieki Paliatywnej Collegium Medicum im. Ludwika Rydygiera w Bydgoszczy UMK w Toruniu, pełnomocnik Centrum Komunikacji Klinicznej w Collegium Medicum UMK

## Życiorys
W latach 1982–1988 ukończyła studia medyczne w Akademii Medycznej w Gdańsku, a w 2000 roku  uzyskała stopień doktora nauk medycznych w zakresie medycyny, specjalność: medycyna, na podstawie rozprawy pt. Działanie przeciwświądowe paroksetyny. Badania kliniczne i doświadczalne na Wydziale Lekarskim Akademii Medycznej im. Ludwika Rydygiera w Bydgoszczy. W 2011 w Collegium Medicum im. Ludwika Rydygiera w Bydgoszczy otrzymała stopień doktora habilitowanego nauk medycznych w zakresie medycyny.
Z jej inicjatywy w 2007 roku powstało czasopismo Medycyna Paliatywna w Praktyce, w którym pełniła funkcję redaktora naczelnego i zastępcy redaktora naczelnego. Od 2020 roku pełni funkcję Przewodniczącej Rady Naukowej czasopisma Palliative Medicine in Practice. W 2008 pełniła obowiązki Konsultanta Krajowego w Dziedzinie Medycyny Paliatywnej. Pełniła funkcje redaktora naczelnego czasopism naukowych „Medycyna Paliatywna w Praktyce” i "Advances in Palliative Medicine".